# Anorthosis Famagusta (piłka siatkowa)
Anorthosis Famagusta VC – cypryjski klub siatkarski z Limassol założony w 1928 roku. Obecnie gra w najwyższym poziomie rozgrywek klubowych na Cyprze.
Jest jedną z sekcji klubu sportowego Anorthosis.

## Osiągnięcia
- Mistrzostwo Cypru (18): 1973, 1975, 1977, 1978, 1982, 1986, 1987, 1988, 1989, 1993, 1994, 1995, 1996, 1997, 2005, 2007, 2008, 2009
- Puchar Cypru (14): 1975, 1978, 1980, 1986, 1987, 1988, 1989, 1991, 1993, 1994, 1995, 1996, 1998, 2005
- Wicemistrz Cypru (7): 1972, 1984, 1985, 1990, 1991, 1992, 2001
- Finalista Pucharu Cypru (8): 1979, 1981, 1982, 1983, 1985, 1990, 2001, 2004
- Superpuchar Cypru (6): 1993, 1994, 1995, 1996, 2004, 2005

## Kadra
Sezon 2013/2014
- Pierwszy trener: Marios Kontos
- Asystent trenera: Michalis Zacharia

| Nr | Imię i nazwisko           | Data ur. | Wzrost | Pozycja      |
| -- | ------------------------- | -------- | ------ | ------------ |
| 1  | Waldemar Kaczmarek        | 1987     | 196    | rozgrywający |
| 3  | Avgoustinos Panagiotidis  | 1992     | 195    | środkowy     |
| 4  | Panagiotis Chrysostomou   | 1991     | 185    | rozgrywający |
| 6  | Pavlos Theodoulou Ioannou | 1975     | 192    | środkowy     |
| 7  | Gabriel Georgiou          | 1989     | 191    | atakujący    |
| 8  | Georgios Chrysostomou     | 1987     | 198    | środkowy     |
| 10 | Ioannis Kontos            | 1987     | 190    | przyjmujący  |
| 11 | Avgoustinos Savvides      | 1992     | 189    | przyjmujący  |
| 12 | Wałentyn Burkowsky        | 1986     | 202    | środkowy     |
| 14 | Georgios Platritis        | 1981     | 185    | libero       |
| 16 | Andrij Murawczykow        | 1984     | 198    | przyjmujący  |
| 17 | Minos Agathokleous        | 1995     | 185    | rozgrywający |